# Hoplitódromo

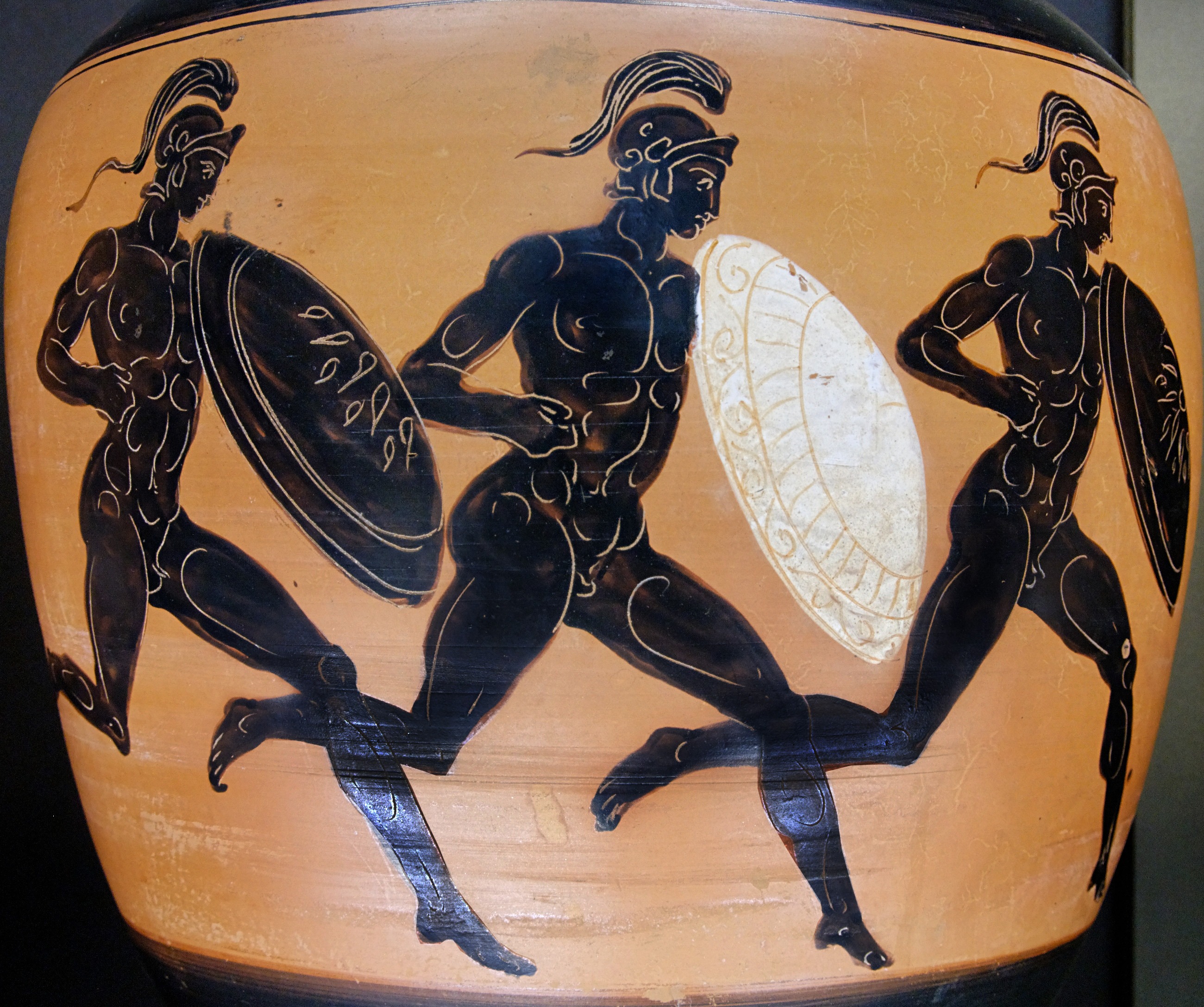
Hoplitódromo en un ánfora panatenaica de figuras negras, 323–322 a. C.

El hoplitódromo o hoplitodromía (en griego: Ὁπλιτόδρομος, Ὁπλιτοδρομία,  traducción: carrera de hoplitas) era una carrera de pie antigua, parte de las Olimpiadas y de otros Juegos Panhelénicos. Según el testimonio de Julio Africano, el hoplitódromo se introdujo por primera vez en los Juegos olímpicos en la antigüedad en el año 668 a. C. en la 28 Olimpiada. Fue organizada por los pisatios debido a que los eleos estaban en guerra con los dimeos, y los eleos vencieron. Un hoplita completamente armado partió entonces desde el campo de batalla para anunciar la noticia, llegando en el mismo día (hemerodromo) e irrumpiendo en el estadio de Olimpia cuando los Juegos se estaban celebrando. Para conmemorar la victoria y este acontecimiento -dice el Africano- se introdujo la carrera. Filóstrato, por el contrario, sostiene que la carrera de hoplitas se estableció por primera vez en Olimpia en el año 520 a. C.(65 Olimpiada), siendo Damáreto de Herea el primer olimpiónica de este concurso.
El hecho de que este concurso se celebrara el último de los Juegos, se debía, según Filóstrato, a que con ellos se pretendía llamar la atención de los ciudadanos para advertirles que las contiendas de la paz habían terminado y que por lo tanto, de nuevo, era preciso volver a tomar las armas con objeto de asegurar la independencia y estabilidad contra cualquier amenaza enemiga. A diferencia de las otras carreras, en las cuales generalmente se corría desnudo, los concursantes debían de competir pertrechados de igual forma que si fueran a entrar en combate. Debían presentarse al hoplitódromo portando casco, escudo y grebas, el equipamiento del hoplita, del que la carrera tomó su nombre. El hoplitódromo fue una de las carreras a pie más cortas; la armadura pesada y el escudo no suponían tanto una prueba de resistencia como de fuerza muscular pura. La agobiadora impedimenta bélica que los atletas debían transportar durante la carrera, lo caluroso del periodo del día en que la prueba solía celebrarse, las grebas que dificultaban considerablemente la movilidad de los tobillos en la marcha y la misma pista arenosa, hacían del hoplitódromo uno de los agones más pesados y difíciles. En el 450 a. C. el uso de las grebas fue abandonado; aun así, el peso del escudo y el casco permanecían sustanciales.

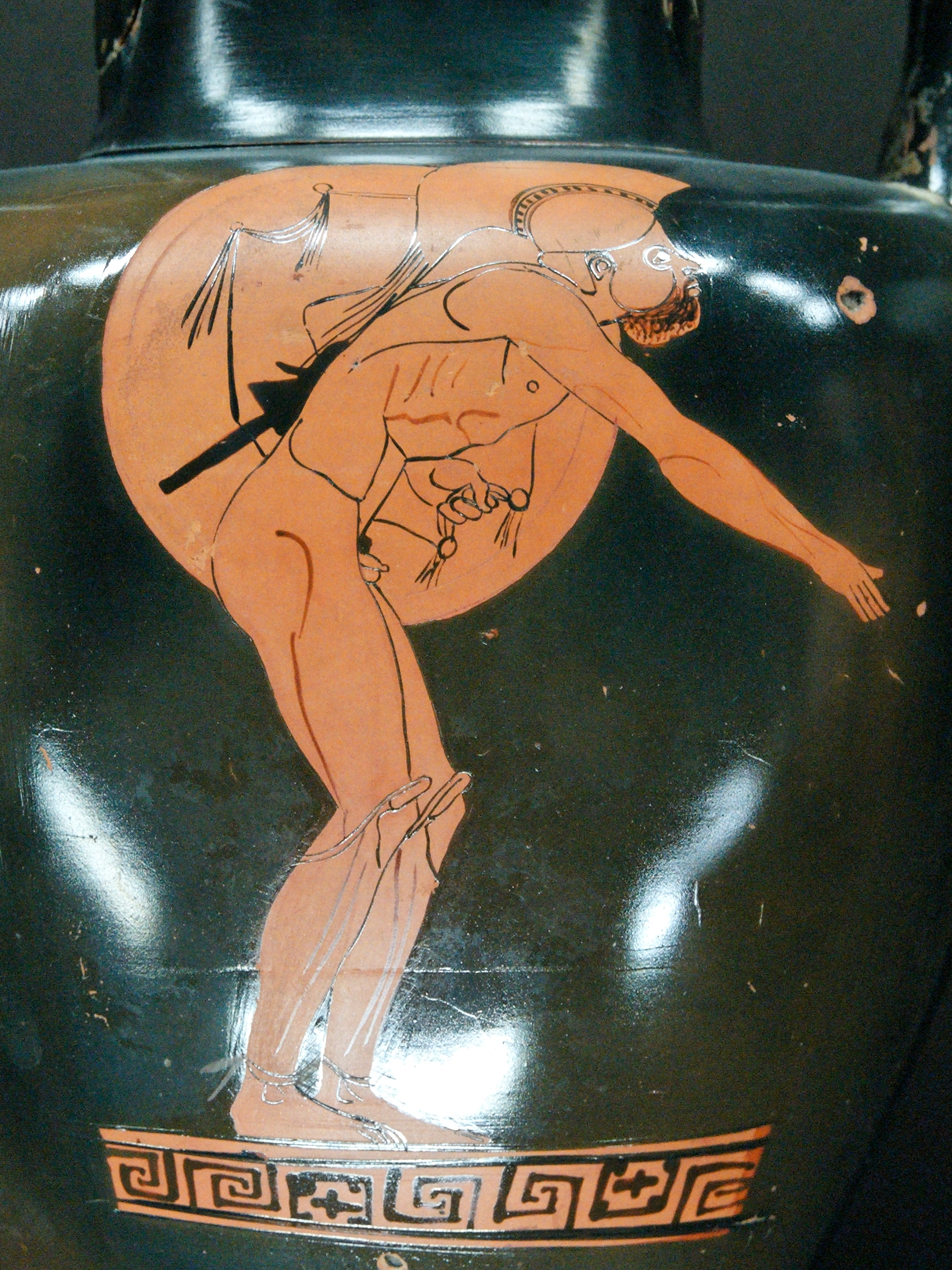
Hoplitodromia, Ánfora de cuello ática de figuras rojas del Pintor de Berlín, c. 480–470 a. C., Museo del Louvre (CA 214).

En Olimpia y Atenas, la pista del hoplitódromo, como la del diaulo, era una simple vuelta al estadio (o dos estadios; aproximadamente 350-400 m). Desde la pista se daba una curva cerrada al final del estadio, había un poste de giro llamado kampter (καμπτήρ) en cada extremo de la pista para ayudar a los velocistas a dar la vuelta rápida, una tarea complicada debido al escudo llevado en la mano por el corredor. En Nemea la distancia fue doblada a cuatro estadios (aproximadamente 700-800 m), y en Platea (Beocia) la carrera era de 15 estadios en total. Filóstrato refiere que las condiciones de participación para esta prueba en los Juegos de Platea, eran aún mucho más rigurosas para su desarrollo y grave en consecuencias, si al participante que en los Juegos anteriores se hubiese proclamado campeón, debía presentar serias garantías que asegurasen que si no era de nuevo proclamado vencedor, se había de dar muerte.
El hoplitódromo, con sus pertrechos militares, era tanto un ejercicio de formación militar como un concurso atlético. Los encuentros con equipos de expertos arqueros persas, que ocurrieron poco antes de que el hoplitódromo fuera introducido en el año 520 a. C., debieron sugerir la necesidad para la formación de la infantería armada griega en rápidas maniobras durante el combate. Además, la longitud original de 400 metros del hoplitódromo coincide con el área efectiva de zona de fuego de los arqueros persas, lo que sugiere un propósito militar explícito para este tipo de entrenamiento.